# Endoufielle
Endoufielle település Franciaországban, Gers megyében. Lakosainak száma 516 fő (2022. január 1.). Endoufielle Auradé, Castillon-Savès, Cazaux-Savès, Marestaing, Pompiac és Seysses-Savès községekkel határos.

## Népesség
A település népességének változása:
| Lakosok száma | 348  | 312  | 397  | 531  | 551  | 540  | 527  | 506  | 505  | 516  |
|               | 1968 | 1982 | 1990 | 2006 | 2013 | 2015 | 2017 | 2019 | 2020 | 2022 |